# Притан (царь Боспора)
Притан (убит в 309 до н. э.) — боспорский царь в 309 году до н. э. из династии Спартокидов. Сын Перисада I, брат царя Сатира II.

## Биография

### Правление
После гибели и похорон Сатира II, его армия, которой временно командовал начальник наемников Мениск, отступила в город Гаргазу (иногда её отождествляют с современным Краснодаром). Брат Притана Евмел, поднявший мятеж против Сатира II, завязал было переговоры, предлагая разделить царство, но Притан не обратил на них должного внимания. Оставив в Гаргазе гарнизон, он отбыл в Пантикапей.
Воспользовавшись его отсутствием, Евмел с Арифарном захватили Гаргазу и ещё несколько населённых пунктов. Притан выступил с армией им навстречу, но в сражении на берегу Азовского моря потерпел поражение. Притан вступил в мирные переговоры и вынужден был отказаться от царской власти. Ему была сохранена жизнь.

### Смерть
Передав царскую власть и войско Евмелу, Притан вернулся в Пантикапей. Здесь он вскоре попытался вернуть себе царскую власть, но потерпел неудачу. После этого он бежал в Кепы, где и был убит.